# Beschermingsprogramma Wederopbouw 1959-1965
Het Beschermingsprogramma wederopbouw 1959-1965 is een Nederlandse lijst uit 2013 van 90 objecten uit de tweede helft van de wederopbouw-periode die vanaf eind 2013 zijn voorgedragen als nieuw rijksmonument. Deze lijst is opgesteld door de Rijksdienst voor het Cultureel Erfgoed. Een selectievoorstel is in maart 2013 door de minister van Cultuur Jet Bussemaker ter advies aangeboden aan de Raad voor Cultuur. Het is een vervolg op de Top 100 Nederlandse monumenten 1940-1958 uit 2007, die de eerste helft van de wederopbouw besloeg.
Uit circa 2,5 miljoen bouwwerken uit de betreffende periode is een beperkte topselectie gemaakt. Daarbij heeft de Rijksdienst voor het Cultureel Erfgoed gebruikgemaakt van de inbreng van gemeenten, de erfgoedwereld en experts. De voorgedragen monumenten zijn gekozen als voorbeelden van de veelzijdige geschiedenis, architectuur en kunst van vroeg-naoorlogs Nederland. Bekende bouwwerken in de selectie zijn het Evoluon in Eindhoven, de Zeelandbrug, het station van Tilburg, concertgebouw De Doelen in Rotterdam, de Europahal van de RAI en de Hilton-hotels in Amsterdam en Rotterdam.
Op 26 september 2013 maakte minister Bussemaker de definitieve lijst bekend na het advies van de Raad voor Cultuur. Hierbij werd de Molukse kerk Eben Haëzer in Appingedam als 90e object aan de lijst toegevoegd. Sommige van de monumenten op deze lijst worden géén rijksmonument. Zo werd bijvoorbeeld eind oktober 2013 bekend dat de Amerikaanse oorlogsbegraafplaats in Margraten vanwege een afspraak uit 1970 met de Amerikaanse regering over volledig en onbezwaard gebruiksrecht niet als rijksmonument werd aangewezen.

## De lijst
De lijst is ingedeeld per provincie en op categorie. De categorieën zijn: onderdak, verzorgingsstaat, economie, infrastructuur, verzuiling, vorming, vrije tijd en cultuur en herdenking.
In enkele gevallen valt het vermelde jaar van oplevering buiten de wederopbouwperiode, maar bepalend voor de selectie waren de bouwjaren.
| Object                                                            | Plaats                                          | Locatie                                                           | Coördinaten                              | Bouwjaar | Architect                                                                    | Categorie             | Rijksmonumentnr.? | Afbeelding                                            |
| ----------------------------------------------------------------- | ----------------------------------------------- | ----------------------------------------------------------------- | ---------------------------------------- | -------- | ---------------------------------------------------------------------------- | --------------------- | ----------------- | ----------------------------------------------------- |
| Crematorium                                                       | Groningen                                       | Crematoriumlaan 6 (aan de noordkant van de stad)                  |                                          | 1960     | Wegerif, A.H.                                                                | Verzorgingsstaat      | 532137            | Crematorium                                           |
| Molukse kerk Eben Haëzer                                          | Appingedam                                      | Harkenrothstraat 2                                                |                                          | 1960     | Martini, Jan (1923-'96)                                                      | Verzuiling            | 532050            | Molukse kerk Eben Haëzer                              |
| Thalenpark                                                        | Drachten                                        | tussen Lange West en Oude Nering                                  |                                          | 1962     | Otto, Hein (1916-'94)                                                        | Vrije tijd en cultuur | 532253            | Thalenpark                                            |
| Kantoor en eigen huis Bonnema                                     | Hardegarijp                                     | Rijksstraatweg 24                                                 |                                          | 1963     | Bonnema A., Ruys M.                                                          | Onderdak              | 532220            | Kantoor en eigen huis Bonnema                         |
| J.L. Hooglandgemaal                                               | Stavoren                                        | Stadsfenne 33 (ten zuiden van de bebouwde kom aan het IJsselmeer) |                                          | 1966     | Vries, P. de, Waterschap Friesland                                           | Infrastructuur        | 532138            | J.L. Hooglandgemaal                                   |
| Munitiemagazijnen-depot                                           | Nieuw-Balinge                                   | Hoogeveenseweg 22-24 (N374)                                       |                                          | 1962     | Bouwdienst Ministerie van Defensie                                           | Infrastructuur        | 532161            |                                                       |
| Munitiemagazijnen-depot                                           | Nieuw-Balinge                                   | Hoogeveenseweg 22-24 (N374)                                       |                                          | 1962     | Bouwdienst Ministerie van Defensie                                           | Infrastructuur        | 532162            |                                                       |
| Munitiemagazijnen-depot                                           | Nieuw-Balinge                                   | Hoogeveenseweg 22-24 (N374)                                       |                                          | 1962     | Bouwdienst Ministerie van Defensie                                           | Infrastructuur        | 532163            |                                                       |
| Munitiemagazijnen-depot                                           | Nieuw-Balinge                                   | Hoogeveenseweg 22-24 (N374)                                       |                                          | 1962     | Bouwdienst Ministerie van Defensie                                           | Infrastructuur        | 532164            |                                                       |
| Munitiemagazijnen-depot                                           | Nieuw-Balinge                                   | Hoogeveenseweg 22-24 (N374)                                       |                                          | 1962     | Bouwdienst Ministerie van Defensie                                           | Infrastructuur        | 532165            |                                                       |
| Munitiemagazijnen-depot                                           | Nieuw-Balinge                                   | Hoogeveenseweg 22-24 (N374)                                       |                                          | 1962     | Bouwdienst Ministerie van Defensie                                           | Infrastructuur        | 532166            |                                                       |
| Munitiemagazijnen-depot                                           | Nieuw-Balinge                                   | Hoogeveenseweg 22-24 (N374)                                       |                                          | 1962     | Bouwdienst Ministerie van Defensie                                           | Infrastructuur        | 532167            |                                                       |
| NS-station Almelo                                                 | Almelo                                          | Stationsplein 4                                                   |                                          | 1962     | Gaast, K. van der, Baas J.H.                                                 | Infrastructuur        |                   | NS-station Almelo                                     |
| Tuinen van Mien Ruys (gedeeltelijk)                               | Dedemsvaart                                     | Moerheimstraat bij 78                                             |                                          | 1960     | Ruys, M.                                                                     | Vrije tijd en cultuur | 528839            | Tuinen van Mien Ruys (gedeeltelijk)                   |
| Patiostudentenwoningen Universiteit Twente                        | Enschede                                        | Matenweg 2-38                                                     |                                          | 1964     | Haan, H.P.C.                                                                 | Onderdak              | 532248            | Meer afbeeldingen                                     |
| Purfina-tankstation                                               | Enschede                                        | Gronausestraat 1317                                               |                                          | 1961     | Ravesteyn, S. van                                                            | Infrastructuur        |                   | Purfina-tankstation                                   |
| Stadhuis                                                          | Hengelo                                         | Burgemeester Jansenplein 1                                        |                                          | 1963     | Berghoef, J.F. en Hondius, J.F.                                              | Verzorgingsstaat      | 532134            | Meer afbeeldingen                                     |
| Europatunnel                                                      | Hengelo                                         |                                                                   |                                          | 1960     | Ravesteyn, S. van                                                            | Infrastructuur        | 532133            | Europatunnel                                          |
| Sint-Raphaëlkerk                                                  | Hengelo                                         | Mozartlaan 139                                                    |                                          | 1959     | Wissen, H.J. van                                                             | Verzuiling            | 532132            | Meer afbeeldingen                                     |
| Kantoor Schrale's Beton                                           | Zwolle                                          | Willemsvaart 21                                                   |                                          | 1960     | Rietveld, G.Th.                                                              | Economie              | 532131            | Kantoor Schrale's Beton                               |
| Poldertoren                                                       | Emmeloord                                       | De Deel 25                                                        |                                          | 1959     | Gent, H van en Pot, J.W.H.C                                                  | Infrastructuur        | 532139            | Poldertoren                                           |
| Waterloopkundig Laboratorium De Voorst                            | Marknesse                                       |                                                                   |                                          | 1965     | Medewerkers TU Delft (w.o. J.T. Thijsse)                                     | Infrastructuur        |                   | Meer afbeeldingen                                     |
| Gereformeerde kerk                                                | Nagele                                          | Ring 15                                                           |                                          | 1962     | Broek, van den J.H. en Bakema, J.B.                                          | Verzuiling            | 532155            | Meer afbeeldingen                                     |
| Kweekschool voor kleuteronderwijzeressen                          | Apeldoorn                                       | Henri Dunantlaan 6                                                |                                          | 1963     | Beld, van den G.W. en C.M.B.                                                 | Vorming               | 532209            | Kweekschool voor kleuteronderwijzeressen              |
| AKU-fontein                                                       | Arnhem                                          | Gele Rijders Plein 39                                             |                                          | 1961     | Henk Brouwer (1920-1974)                                                     | Vrije tijd en cultuur | 532276            | Meer afbeeldingen                                     |
| Bio-Herstellingsoord met mytylschool                              | Arnhem                                          |                                                                   |                                          | 1964     | Oud, J.J.P. en zoon Hans Oud                                                 | Verzorgingsstaat      | 532181            | Meer afbeeldingen                                     |
| Hogeschool voor de Kunsten                                        | Arnhem                                          | Onderlangs 9                                                      |                                          | 1963     | Rietveld, G.Th., Dillen, J.F.H. van en Tricht, J. van                        | Vorming               | 532208            | Meer afbeeldingen                                     |
| Opstandingskerk                                                   | Arnhem                                          | Rosendaalseweg 507                                                |                                          | 1962     | Rotshuizen, J. en Dekker, C.                                                 | Verzuiling            | 532198            | Meer afbeeldingen                                     |
| Paleis van Justitie                                               | Arnhem                                          |                                                                   |                                          | 1964     | Sevenhuysen F.                                                               | Verzorgingsstaat      | 532215            | Meer afbeeldingen                                     |
| Begraafplaats Norelbos                                            | Epe                                             |                                                                   |                                          | 1965     | Boer, W.C.J.                                                                 | Herdenking            | 532216            |                                                       |
| Stadsschouwburg                                                   | Nijmegen                                        | Keizer Karelplein 32h                                             |                                          | 1961     | Bijvoet, B. en Holt, G.H.M.                                                  | Vrije tijd en cultuur | 532210            | Stadsschouwburg                                       |
| Beeldentuin Museum Kröller-Müller                                 | Otterlo                                         |                                                                   |                                          | 1961     | Bijhouwer, J.T.P.                                                            | Vrije tijd en cultuur | 532228            | Beeldentuin Museum Kröller-Müller                     |
| Watertoren                                                        | Zaltbommel                                      |                                                                   |                                          | 1964     | Brouwer, H. en Deurvorst, Th.                                                | Infrastructuur        | 532144            | Watertoren                                            |
| Stuwcomplex Hagestein                                             | Hagestein                                       | Lekdijk 7                                                         |                                          | 1960     | Hamdorff, W.                                                                 | Infrastructuur        | 532243            | Meer afbeeldingen                                     |
| Gerbrandytoren                                                    | IJsselstein                                     | Hogebiezendijk 21                                                 |                                          | 1961     | Auer, A.                                                                     | Infrastructuur        | 532229            | Meer afbeeldingen                                     |
| Priorij Emmaus                                                    | Maarssen                                        | Diependaalsedijk 17-a                                             |                                          | 1965     | Jong, J.A. de                                                                | Verzuiling            | 532226            | Meer afbeeldingen                                     |
| Kantoor Johnson Wax                                               | Mijdrecht                                       | Groot Mijdrechtstraat 81                                          |                                          | 1966     | Maaskant, H.A.                                                               | Economie              | 532261            | Kantoor Johnson Wax                                   |
| SHV-kantoor                                                       | Utrecht                                         | Rijnkade 1, 3511 LC Utrecht                                       |                                          | 1961     | Bureau Op ten Noort-Blijdenstein                                             | Economie              | 532145            | Meer afbeeldingen                                     |
| KNVB-paviljoens                                                   | Zeist                                           | Woudenbergseweg 56-A, 3707 HX Zeist                               |                                          | 1963     | Maaskant, H.A., Dommelen, P.W. van, Kroos, J. en Senf, H.G.                  | Vrije tijd en cultuur | 532149            | KNVB-paviljoens                                       |
| Paaskerk                                                          | Amstelveen                                      | Augustinuspark 1, 1185 CN Amstelveen                              |                                          | 1963     | Asbeck, J.B. Baron van                                                       | Verzuiling            | 532146            | Meer afbeeldingen                                     |
| Sloterhof                                                         | Amsterdam Nieuw-West                            | Comeniusstraat                                                    |                                          | 1959     | Berghoef, J.F.                                                               | Onderdak              | 532231            | Sloterhof                                             |
| Europahal van RAI                                                 | Amsterdam-Zuid                                  | Europaplein                                                       |                                          | 1961     | Bodon, A.                                                                    | Economie              | 532206            | Europahal van RAI                                     |
| Gijsbrecht van Aemstelpark                                        | Amsterdam-Zuid                                  | Buitenveldert                                                     |                                          | 1962     | Boer, W.C.J.                                                                 | Vrije tijd en cultuur | 532136            | Gijsbrecht van Aemstelpark                            |
| Hilton Hotel                                                      | Amsterdam-Zuid                                  | Apollolaan 138                                                    |                                          | 1962     | Frederik Willem de Vlaming, Harry Salm en Huig Maaskant                      | Vrije tijd en cultuur | 532205            | Hilton Hotel                                          |
| Scholengemeenschap Buitenveldert                                  | Amsterdam-Zuid                                  | De Cuserstraat 3                                                  |                                          | 1963     | Duintjer, M.F., Karsten, Ch. J.                                              | Vorming               | 532195            | Scholengemeenschap Buitenveldert                      |
| Burgerweeshuis                                                    | Amsterdam-Zuid                                  | IJsbaanpad 1                                                      |                                          | 1960     | Eyck, A. E. van                                                              | Verzorgingsstaat      | 532189            | Burgerweeshuis                                        |
| Monument Hollandsche Schouwburg                                   | Amsterdam-Centrum                               | Plantage Middenlaan                                               |                                          | 1962     | Leupen, J. en Waterman, L.H.P                                                | Herdenking            | 532241            | Monument Hollandsche Schouwburg                       |
| Autopon                                                           | Amsterdam-West                                  | Overtoom 527-545                                                  |                                          | 1961     | Ben Ingwersen, Commer de Geus                                                | Economie              | 532201            | Autopon                                               |
| Princesseflat                                                     | Amsterdam-Zuid                                  | Beethovenstraat 157-265                                           |                                          | 1960     | Stam, M                                                                      | Onderdak              | 532211            | Princesseflat                                         |
| Bejaardentehuis A.H. Gerhardhuis                                  | Amsterdam Nieuw-West                            | Slotermeerlaan 1                                                  |                                          | 1959     | Tijen, W. van                                                                | Verzorgingsstaat      | 532218            | Bejaardentehuis A.H. Gerhardhuis                      |
| Tweede Citroëngarage                                              | Amsterdam-Zuid                                  | Stadionplein 22                                                   |                                          | 1962     | Wils, J.                                                                     | Economie              | 532200            | Meer afbeeldingen                                     |
| Aula van begraafplaats Duinhof                                    | Driehuis (Velsen)                               | Slingerduinlaan 4                                                 |                                          | 1961     | Dudok, W.M.                                                                  | Herdenking            | 532207            | Aula van begraafplaats Duinhof                        |
| Pastoor van Arskerk                                               | Haarlem                                         | Prinses Beatrixplein 6                                            |                                          | 1961     | Holt, G. (en Sigmond P.)                                                     | Verzuiling            | 532219            | Pastoor van Arskerk                                   |
| Mons Aurea-school                                                 | Haarlem                                         | Garenkokerskade 81                                                |                                          | 1960     | Laan, L. van der en Jan van der Laan                                         | Vorming               | 532147            | Mons Aurea-school                                     |
| Wereldomroepgebouw                                                | Hilversum                                       | Witte Kruislaan 55                                                |                                          | 1961     | Broek, van den J.H., Bakema, J.B.. en Lops, H.B.J.                           | Verzorgingsstaat      | 532255            | Meer afbeeldingen                                     |
| Begraafplaats Zuiderhof                                           | Hilversum                                       | Kolhornseweg 13                                                   |                                          | 1964     | Dudok, W.M.                                                                  | Herdenking            | 532202            | Begraafplaats Zuiderhof                               |
| Raadhuis Velsen                                                   | IJmuiden                                        | Dudokplein 1                                                      |                                          | 1965     | Dudok, W.M.                                                                  | Verzorgingsstaat      | 532191            | Raadhuis Velsen                                       |
| Woonhuis Van den Doel                                             | Ilpendam                                        | Monnickendammerrijweg 31C                                         |                                          | 1960     | Rietveld, G. Th.                                                             | Onderdak              | 532251            | Meer afbeeldingen                                     |
| Stormvloedkering Hollandse IJssel                                 | Capelle aan den IJssel - Krimpen aan den IJssel |                                                                   |                                          | 1959     | Steur jr., J.A.G. van der en Kroon H.G.                                      | Infrastructuur        | 532245            | Stormvloedkering Hollandse IJssel                     |
| Aula en collegegebouw Technische Hogeschool Delft                 | Delft                                           | Mekelweg 5                                                        |                                          | 1966     | Broek, van den J.H. en Bakema, J.B., Lops, H.B.J., de Groot, M.A. en Lans, G | Vorming               | 532250            | Aula en collegegebouw Technische Hogeschool Delft     |
| Amerikaanse ambassade                                             | Den Haag                                        | Lange Voorhout                                                    | 52° 4' 56" NB, 4° 18' 52" OL RM op kaart | 1959     | Breuer, M.                                                                   | Verzorgingsstaat      | 532222            | Amerikaanse ambassade                                 |
| American Protestant Church                                        | Den Haag                                        | Esther de Boer-van Rijklaan 20                                    |                                          | 1962     | Calamé-Rosset, P.                                                            | Verzuiling            | 532190            | American Protestant Church                            |
| Christus Triumfatorkerk                                           | Den Haag                                        | Juliana van Stolberglaan 154                                      |                                          | 1962     | Drexhage, G.                                                                 | Verzuiling            | 532180            | Christus Triumfatorkerk                               |
| Voormalig Ministerie van Landbouw, Visserij en Voedselvoorziening | Den Haag                                        | Bezuidenhoutseweg 73 t/m 79                                       |                                          | 1962     | Friedhof, G.                                                                 | Verzorgingsstaat      | 532148            | Meer afbeeldingen                                     |
| Ambachtsschool Sint Paulus                                        | Den Haag                                        | Meppelweg 339-341                                                 |                                          | 1960     | Molenaar, N.F.A. en Sips, P.A.N.                                             | Vorming               | 532156            | Ambachtsschool Sint Paulus                            |
| Tweede visafslag                                                  | Den Haag (Scheveningen)                         |                                                                   |                                          | 1964     | Schamhart, Sj.                                                               | Economie              | 532287            | Tweede visafslag                                      |
| Sint-Josef Opifexkerk                                             | Leidschendam                                    |                                                                   |                                          | 1960     | Leur, H.C. van der                                                           | Verzuiling            | 532448            | Sint-Josef Opifexkerk                                 |
| Huis van Buchem                                                   | Rotterdam                                       | Offenbachlaan 5                                                   |                                          | 1961     | Broek, van den J.H. en Bakema, J.B.                                          | Onderdak              | 532225            | Huis van Buchem                                       |
| Sint-Dominicuskerk met parochiehuis                               | Rotterdam                                       | Hang 17, 18                                                       |                                          | 1960     | Kraaijvanger, E.H.A. en Knol, H.M.                                           | Verzuiling            | 532240            | Meer afbeeldingen                                     |
| Concertgebouw De Doelen                                           | Rotterdam                                       | Schouwburgplein 50                                                |                                          | 1966     | Kraaijvanger, E.H.A, Kraaijvanger H.M., Fledderus, R.                        | Vrije tijd en cultuur | 532212            | Meer afbeeldingen                                     |
| Stationspostgebouw                                                | Rotterdam                                       | Delftseplein 31                                                   |                                          | 1959     | Kraaijvanger, E.H.A, Kraaijvanger, H.M., Fledderus, R.                       | Verzorgingsstaat      | 532224            | Stationspostgebouw                                    |
| Hilton Hotel                                                      | Rotterdam                                       | Weena 10                                                          |                                          | 1963     | Maaskant, H.A.                                                               | Economie              | 532213            | Hilton Hotel                                          |
| Sint-Bavokerk                                                     | Rotterdam                                       | Slinge 775                                                        |                                          | 1961     | Nefkens, H.N.M.                                                              | Verzuiling            | 532247            | Sint-Bavokerk                                         |
| Drinkwaterleidingbedrijf Berenplaat                               | Spijkenisse                                     |                                                                   |                                          | 1965     | Quist, W.G.                                                                  | Infrastructuur        |                   | Drinkwaterleidingbedrijf Berenplaat                   |
| Sluizen Haringvlietdam                                            | Stellendam                                      |                                                                   |                                          | 1964     | Directie Sluizen en Stuwen Rijkswaterstaat                                   | Infrastructuur        | 532246            | Sluizen Haringvlietdam                                |
| Hoofdkantoor ANWB                                                 | Wassenaar                                       |                                                                   |                                          | 1962     | Berghoef, J.F. en Klarenbeek, H.                                             | Economie              | 532194            | Hoofdkantoor ANWB                                     |
| Pasveersloot                                                      | Dreischor                                       |                                                                   |                                          | 1960     | Pasveer, A.                                                                  | Infrastructuur        | 532204            | Pasveersloot                                          |
| Zeelandbrug                                                       | Zierikzee - Colijnsplaat                        |                                                                   |                                          | 1965     | Rijkswaterstaat (Van Hattum en Blankevoort). Prov. Zeeuwse Brugmij           | Infrastructuur        | 532197            | Zeelandbrug                                           |
| Sportcentrum Breda                                                | Breda                                           |                                                                   |                                          | 1966     | Margry J.J.                                                                  | Vrije tijd en cultuur | 532193            | Sportcentrum Breda                                    |
| Sint-Janslyceum                                                   | 's-Hertogenbosch                                | Sweelinckplein 3                                                  |                                          | 1962     | Laan, N. van der, Hansen, Hal van                                            | Vorming               | 532158            | Sint-Janslyceum                                       |
| Hallencomplex Werktuigbouwkunde Technische Hogeschool             | Eindhoven                                       |                                                                   |                                          | 1959     | Embden, S. van                                                               | Vorming               | 532242            | Hallencomplex Werktuigbouwkunde Technische Hogeschool |
| Evoluon                                                           | Eindhoven                                       | Noord Brabantlaan 1A                                              |                                          | 1966     | Kalff, L.C. en De Bever, L.L.J.                                              | Vorming               | 532277            | Evoluon                                               |
| Hoofdkantoor Philips                                              | Eindhoven                                       |                                                                   |                                          | 1964     | Roosenburg, D., Verhave, P., Luyt, J.G.E. en de Iongh, W.                    | Economie              | 532524            | Hoofdkantoor Philips                                  |
| Kerk van de Heilige Kruisvinding                                  | Odiliapeel                                      | Oudedijk 41-43                                                    |                                          | 1959     | Jong, J.A. de                                                                | Verzuiling            | 532203            | Kerk van de Heilige Kruisvinding                      |
| Aula Katholieke Hogeschool Tilburg                                | Tilburg                                         |                                                                   |                                          | 1963     | Bedaux, J., Laan J.A. van der en Buys, P.                                    | Vorming               | 532244            | Aula Katholieke Hogeschool Tilburg                    |
| Stadsschouwburg                                                   | Tilburg                                         |                                                                   |                                          | 1961     | Bijvoet, B. en Holt, G.H.M.                                                  | Vrije tijd en cultuur | 532169            | Stadsschouwburg                                       |
| NS-station Tilburg                                                | Tilburg                                         |                                                                   |                                          | 1965     | Gaast, K. van der                                                            | Infrastructuur        | 532141            | NS-station Tilburg                                    |
| Onze-Lieve-Vrouwe-ter-Noodkapel                                   | Tilburg                                         |                                                                   |                                          | 1964     | Schijvens, J.C.A.                                                            | Herdenking            | 532157            | Onze-Lieve-Vrouwe-ter-Noodkapel                       |
| Gregoriuskerk                                                     | Brunssum                                        | Kerkstraat 125                                                    |                                          | 1963     | Böhm, D.                                                                     | Verzuiling            | 532214            | Gregoriuskerk                                         |
| Christus Koningkerk                                               | Heerlen                                         | Navolaan 83                                                       |                                          | 1965     | Fanchamps J.J.                                                               | Verzuiling            | 532249            | Christus Koningkerk                                   |
| Huis Van Slobbe                                                   | Heerlen                                         |                                                                   |                                          | 1964     | Rietveld, G. Th., Dillen, J.F.H. van en Tricht, J. van                       | Onderdak              | 532196            | Huis Van Slobbe                                       |
| Conservatorium                                                    | Maastricht                                      | Bonnefantenstraat 15                                              |                                          | 1965     | Dingemans, F.C.J.                                                            | Vorming               | 532142            | Conservatorium                                        |
| Kantoor en eigen huis Goessen                                     | Maastricht                                      | Vredeslaan 11                                                     |                                          | 1962     | Sigmond, P.                                                                  | Onderdak              | 532168            |                                                       |
| Amerikaanse oorlogsbegraafplaats                                  | Margraten                                       |                                                                   |                                          | 1960     | Clarke, Rapuano en Halleran                                                  | Herdenking            |                   | Meer afbeeldingen                                     |
| Heilige Jozef Arbeiderkerk                                        | Meerssen                                        | Pastoor Dominicus Hexstraat                                       |                                          | 1959     | Koene, H., Eyck, Ch.                                                         | Verzuiling            | 532039            | Heilige Jozef Arbeiderkerk                            |
| Heilige Nicolaaskerk                                              | Venlo                                           |                                                                   |                                          | 1961     | Grinten van der, G.J.                                                        | Verzuiling            | 532221            | Heilige Nicolaaskerk                                  |